# NGC 354
NGC 354 es una galaxia espiral barrada de la constelación de Piscis.
Fue descubierta el 24 de octubre de 1881 por el astrónomo Édouard Jean-Marie Stephan.